# Chemical Markup Language
Chemical Markup Language, CML – format zapisu różnorodnych informacji o związkach chemicznych i ich reakcjach, formalnie jeden z języków znaczników zdefiniowanych za pomocą składni XML. Inicjatorami tego formatu są Peter Murray-Rust i Henry Rzepa. Obecnie rozwój tego języka jest prowadzony jako jeden z projektów Sourceforge.
Tradycyjnie informacje o związkach chemicznych i reakcjach są zapisywane w wielu różnych formatach, które nie są z sobą wzajemnie zgodne. CML jest zbiorem znaczników i zasad ich użycia umożliwiających jednolite i niezależne od oprogramowania zapisywanie tego rodzaju informacji. Dzięki temu, że jest to format zgodny z XML do jego obróbki można adaptować programy pierwotnie napisane do obsługi innych formatów z rodziny XML. Np: informacje o strukturze cząsteczek zapisanych w XML można łatwo wizualizować za pomocą zmodyfikowanych programów wyświetlających pliki SVG. Dokumenty CML można bez trudu łączyć z innymi dokumentami XML - np. XHTML, dzięki czemu można je bezpośrednio wpisywać do kodu stron WWW.
Język CML umożliwia jednolite zapisywanie następujących informacji:
- strukturę chemiczną związków chemicznych - zarówno w postaci analogicznej do tradycyjnych wzorów strukturalnych jak i szczegółowe dane o położeniu atomów w cząsteczce umożliwiające budowanie ich trójwymiarowych modeli
- zapisy przebiegów i mechanizmów reakcji chemicznych
- wszelkie dane analityczne dotyczące związków chemicznych (widma spektroskopowe, analizy elementarne, dane fizykochemiczne itp.)

## Oprogramowanie
XML w odróżnieniu od np. Smiles jest formatem otwartym, którego specyfikacja jest jawna i nie objęta patentami czy licencjami ograniczającymi możliwość jego legalnego użycia. Z tego względu jest on adoptowany zarówno do programów opartych na wolnych licencjach jak i programów komercyjnych. 
Do najbardziej znanych narzędzi należą:
- Jumbo - biblioteka programów napisanych w Javie wspierających wszystkie elementy zawarte w specyfikacji CML - jest ona tworzona bezpośrednio przez społeczność rozwijającą CML
- Jmol - aplet Javy umożliwiający bezpośrednią wizualizację struktur chemicznych zapisanych w CML na stronach WWW i w innych zastosowaniach
- JChemPaint - edytor struktur chemicznych umożliwiający odczytywanie i zapisywanie w formacie CML
- XDrawChem - inny edytor struktur o podobnych cechach jak JChemPaint
- CML2SVG - program przekształcający zapis struktury związków chemicznych na format SVG

i wiele innych.